# 全身振動
全身振動（Whole body vibration）簡稱WBV，是指傳播到人體全身的振动。人體若接觸到正在振動的物體，會由其表面感知到振動。人在生活中經常會感受到振動，可能是透過駕駛座、運行中火車或是其他大眾運輸工具上、動力工具、健身器材等設備。若長期曝露在全身振動下，會是潛在的職業危害。
若高頻（50Hz以上）的振動透過手部進入人體，可能會有手-手臂振動症候群的問題。使用氣錘的工人即可能造成手-手臂振動症候群。在ISO 5349-1標準中已針對手-手臂振動的曝露時間及限度加以規範。
2018年的一篇元分析認為全身振動可以改善停經後女性腰椎的骨骼礦物質密度，也可以改善65歲以下停經女性的股骨頸密度統合分析顯示，全身振動可以改善停經後女性腰椎的骨礦物質密度以及65歲以下停經後女性的股骨頸密度。。

## 振動的危害
人對於頻率範圍1Hz（甚至更低）到100 kHz的振動很敏感。較低頻率的振動會造成暈動病，較高頻的振動會造成不適。汽車產業很強調乘車的感受，因此減少因車輛振動造成的不適也就格外重要。當傷患在運送時，更容易感受到振動造成的不適（甚至疼痛）。可以估計在不同環境下因為振動所造成的不適。

## 振動訓練
振動訓練是刻意讓身體暴露在短時間（約一分鐘）可變頻率/振幅/力道的振動下，也稱為振動治療、生物力學刺激或生物力學振動。其中會運用低振幅、低頻率的刺激。可能是水平方向的振動，也可能是垂直方向的振動。